# Zawzięta
Zawzięta – polska kanonierka rzeczna z okresu przed II wojną światową.

## Historia
Jak kanonierka rzeczna „Zuchwała”.

## Służba w Polsce
Służyła we I Flotylli Pińskiej, w składzie utworzonego w ramach Flotylli Oddziału Wydzielonego na Prypeci. Kanonierka uczestniczyła w wypadku, który miał miejsce 13 czerwca 1939 roku. Podczas ćwiczeń desantowych, połączonych z ostrym strzelaniem artyleryjskim, dowódca jednostki bosman Wojtaszewski popełnił błąd podczas zmiany namiarów ostrzału. Zamiast wydłużyć ogień o tysiąc metrów skrócił go o tysiąc metrów. Pocisk kalibru 100 mm trafił bezpośrednio w punkt obserwacyjny, powodując ciężkie rany 6 marynarzy. Wypadek ten został ukryty przed opinią publiczną. W chwili wybuchu II wojny światowej jednostka działała w rejonie Pińska. W chwili agresji sowieckiej, rozpoczęła marsz do Pińska. Niemożliwość dotarcia tam spowodowała decyzję o samozatopieniu jednostki koło wsi Knubowo nad rzeką Strumień 18 września 1939.

## Służba w ZSRR
3 listopada 1939 podniesiona przez Rosjan, po czym wyremontowana w Pińsku i wcielona do służby pod nazwą „Trudowoj” (pol. robotnik). Jeszcze 24 października 1939 zaliczona do Flotylli Dnieprzańskiej, następnie od 17 lipca 1940 wchodziła w skład Flotylli Pińskiej. Po ataku Niemiec na ZSRR walczyła w sierpniu 1941 na Prypeci i Dnieprze. 31 sierpnia 1941 zatopiona przez czołgi i artylerię na Dnieprze w rejonie Domantowa, podczas próby wycofania do Kijowa. 18 kwietnia 1944 ponownie podniesiona przez Rosjan i odholowana do Kijowa, gdzie została oddana na złom.

## Dane taktyczno-techniczne
Uzbrojenie:
- w służbie polskiej:
  - 1 haubica 100 mm wz. 14/19 w wieży
  - 1 działo 37 mm Puteaux wz.18 w wieży typu Ursus
  - 1 ckm 7,92 mm Hotchkiss plot.

- w służbie radzieckiej[1]:
  - 3 działa 76 mm (1 × II, 1 × I)
  - 3 karabiny maszynowe 7,62 mm Maxim

Pancerz – od 4,6 do 10 mm. Chronił burty, pokład, sterówkę i wieże artylerii.